# Трамонті-ді-Сопра
Трамонті-ді-Сопра (італ. Tramonti di Sopra) — муніципалітет в Італії, у регіоні Фріулі-Венеція-Джулія,  провінція Порденоне.
Трамонті-ді-Сопра розташоване на відстані близько 500 км на північ від Рима, 110 км на північний захід від Трієста, 45 км на північ від Порденоне.
Населення — 337 осіб (2014).

## Демографія
Населення за роками:

Станом на 1 січня 2023 року в муніципалітеті офіційно проживало 18 іноземців з 7 країн, серед них 2 громадяни країн Євросоюзу та 10 громадян України.

## Сусідні муніципалітети
- Клаут
- Форні-ді-Сотто
- Фризанко
- Медуно
- Сокк'єве
- Трамонті-ді-Сотто